# Aaslaid
Aaslaid ist eine unbewohnte Insel, 20 Meter von der größten estnischen Insel Saaremaa entfernt. Die Insel liegt in der Landgemeinde Saaremaa im Kreis Saare. Sie gehört zum Nationalpark Vilsandi.
Aaslaid ist 120 Meter lang und 80 Meter breit.